# Stolna bušilica
Stolna bušilica je najčešće korišteni alatni stroj za obradu provrta, a koristi se za bušenje manjih provrta do 15 mm. Stolna bušilica je izvedena tako da je vretenište čvrsto vezano za temeljnu ploču preko stupa, dok se u nekim izvedbama omogućuje pomicanje vreteništa po stupu u okomitom smjeru. Temeljna ploča služi kao radni stol na koji se priteže obradak.
Radni stol kod stolnih bušilica nalazi se na podložnoj ploči. Vretenište se može visinski pomicati. Prijenos snage u vreteništu s motora na glavno vreteno vrši se klinastim remenom. Radno vreteno je uležišteno u pinoli koja omogućuje posmično gibanje ručnom polugom. Stolne bušilice se najjednostavniji alatni strojevi za izradu provrta, promjera najviše do 15 mm i dubine bušenja do 70 mm. Mijenjanjem položaja remena na remenicama može se postići više različitih brojeva okretaja, zavisno o vrsti i broju stupnjeva na stupnjevitim remenicama. Postolje bušilice je izrađeno od lijevanog željeza i ujedno služi kao radni stol. Postolje se pomoću vijaka učvršćuje na podlogu radnog stola ili posebnog stalka za bušilicu. Na postolju se nalaze "T" utori, u koje se postavljaju vijci za učvršćivanje škripca. Stup bušilice je izrađen također od lijevanog željeza i fino je obrađen. Stup se može blokirati ručicom. Pomoćno gibanje alata omogućeno je mehanizmom smještenim u kućištu vretena. Radnik djelujući na ručicu okreće zupčanik koji je ozubljen sa zubnom letvom. Po završetku radnog hoda ručica se vraća u početni položaj pomoću povratne opruge. Pomoćno gibanje može se regulirati na željenu dubinu ("slijepi provrti") pomoću graničnog vijka, ili se dubina bušenja može očitati na podjeli koja se nalazi na kućištu.

## Strojne bušilice
Strojne bušilice su alatni strojevi kojima se pomoću alata za bušenje izrađuju okrugle rupe. Dijele se na: stolne bušilice, stolno stupne bušilice, stupne bušilice, redne bušilice, revolverske bušilice, viševretene bušilice, radijalne bušilice, horizontalne bušilice, bušilice glodalice,  koordinatne bušilice, bušilice za duboko bušenje, bušilice za urezivanja navoja. 

### Stolne i stolno-stupne bušilice
Vretenište se ovih bušilica može visinski premještati po okruglom stupu i u svakom položaju učvrstiti steznim vijkom. Pogonski motor s jednom do dvije brzine dodan je vreteništu i s njega se na glavno vreteno prenosi snaga plosnatim ili klinastim remenom preko međusobno izmjenjivih višestepenih remenica. Broj brzina glavnog vretena jednak je dvostrukom broju stepena samih remenica. Ugrađene poteznice omogućuju brzo ručno prebacivanje remena s jednog stepena na drugi kad treba promijeniti brzinu okretanja glavnog vretena. Manje stolne bušilice imaju i tarni pogon s bestepeno udesivim brojem okretaja (varijator) manjeg područja regulacije. Okomiti hod i posmak glavnog vretena, koje je uležišteno u kuglične ležaje pinole, vrši se ručnom polugom, koja okreće zupčanik vezan za zubnu letvu pinole. Glavno vreteno ima Morse-konus 2 za prihvat svrdla ili steznih glava.
Radni stol stolnih bušilica nalazi se direktno na podnožju bušilice i ima jedan T-utor ili više njih za prihvat izratka ili stezne glave, dok stolno-stupne bušilice imaju osim radnog stola podnožja još jedan radni okrugli stol s T-utorima na stupu koji se visinski i zaokretno oko stupa može podesiti. Sam stol se može još i okretati na svojoj konzoli. 
Učini (kapaciteti) bušenja se kreću od 2 do 16 mm promjera provrta u punom materijalu, dubina bušenja iznosi od 30 do 160 mm, broj brzina glavnog vretena do 6, od 1 500 do 20 000 okr/min kod bušilica učina bušenja od 2 mm, od 200 do 4 000 okr/min kod bušilica učina bušenja od 16 mm. Pogonska snaga se kreće od 0,2 do 0,8 kW. Posmak glavnog vretena je obično ručni.